# Indian Wells Open 2009
L'Indian Wells Open 2009, noto come BNP Paribas Open per motivi di sposorizzazione, è stato un torneo di tennis giocato sul cemento. È stata la 36ª edizione dell'evento conosciuto come Indian Wells Open e faceva parte della categoria ATP World Tour Masters 1000 nell'ambito dell'ATP World Tour 2009  e nella categoria Premier nell'ambito del WTA Tour 2009. Tutti i tornei si sono svolti dal 9 al 22 marzo 2009 all'Indian Wells Tennis Garden di Indian Wells, negli Stati Uniti d'America.

## Partecipanti

### Singolare maschile
Le prime sedici teste di serie sono passate direttamente al 2º turno:
| Giocatore             | Nazionalità | Ranking* | Testa di serie |
| --------------------- | ----------- | -------- | -------------- |
| Rafael Nadal          | Spagna      | 1        | 1              |
| Roger Federer         | Svizzera    | 2        | 2              |
| Novak Đoković         | Serbia      | 3        | 3              |
| Andy Murray           | Regno Unito | 4        | 4              |
| Nikolaj Davydenko     | Russia      | 5        | 5              |
| Juan Martín del Potro | Argentina   | 6        | 6              |
| Andy Roddick          | Stati Uniti | 7        | 7              |
| Gilles Simon          | Francia     | 8        | 8              |
| Gaël Monfils          | Francia     | 9        | 9              |
| Fernando Verdasco     | Spagna      | 10       | 10             |
| Jo-Wilfried Tsonga    | Francia     | 11       | 11             |
| David Ferrer          | Spagna      | 12       | 12             |
| James Blake           | Stati Uniti | 13       | 13             |
| David Nalbandian      | Argentina   | 14       | 14             |
| Tommy Robredo         | Spagna      | 15       | 15             |
| Stan Wawrinka         | Svizzera    | 16       | 16             |

- Rankings al 2 marzo 2009.

Giocatori che hanno ricevuto una wildcard:
- Taylor Dent
- John Isner
- Wayne Odesnik
- Ryan Sweeting
- Kevin Anderson

Giocatori che sono passati dalle qualificazioni:

- Robert Kendrick
- Kevin Kim
- Michael Russell
- Todd Widom
- Brendan Evans
- Michael Berrer
- Björn Phau
- Rik De Voest
- Daniel Köllerer
- Michael Lammer
- Santiago Giraldo
- Thomaz Bellucci

## Campioni

### Singolare maschile
Rafael Nadal ha battuto in finale  Andy Murray con il punteggio di 6–1, 6–2

### Singolare femminile
Vera Zvonarëva ha battuto in finale  Ana Ivanović con il punteggio di 7–6(5), 6–2

### Doppio maschile
Andy Roddick /  Mardy Fish hanno battuto in finale
 Maks Mirny /  Andy Ram con il punteggio di 3–6, 6–1, [14–12]

### Doppio femminile
Vera Zvonarëva /  Viktoryja Azaranka hanno battuto in finale  Gisela Dulko  /  Shahar Peer con il punteggio di 6–4, 3–6, [10–5]